# Rūdolfs Plēpis
Rūdolfs Plēpis, né le 17 septembre 1950 à Rīga, est un acteur letton de théâtre et cinéma,,,.

## Distinctions
- Lielais Kristaps du meilleur acteur dans le second rôle 1985, pour le rôle dans Les Farces d'Emil
- Spēlmaņu nakts du meilleur acteur 2000, pour le rôle de poète dans le spectacle Sapņu spēles jeb dvēseles kumēdiiņi d'après les œuvres de Janis Poruks au théâtre de Daugavpils[5]

## Filmographie
- 1976 : Ezera sonāte de Gunārs Cilinskis et Varis Brasla : épisode (d'après le roman Aka de Regīna Ezera)
- 1976 : Zobena ēnā de Imants Krenbergs : épisode
- 1978 : Pavasara ceļazīme de Varis Brasla : Pauls
- 1979 : Tās dullās Paulīnes dēļ de Vija Bokalova-Ramāne : épisode (d'après le récit éponyme de Vizma Belševica)
- 1979 : Gaidiet "Džonu Graftonu" de Andris Rozenbergs : Gņezdins
- 1979 : Vainīgais de Arvīds Krievs :  (d'après la nouvelle Les Assassins de Rūdolfs Blaumanis)
- 1981 : Spēle de Arvīds Krievs : Kaspars (d'après le roman Kailums de Zigmunds Skujiņš)
- 1982 : Aizmirstās lietas de Vija Ramāne : homme qui a trouvé la valise
- 1985 : Les Farces d'Emil (Emīla nedarbi) de Varis Brasla : Alfred
- 1987 : Apstākļu sakritība de Vija Beinerte : Roberts
- 1988 : Viktorija de Oļģerts Dunkers : Oto (d'après le roman de Knut Hamsun)
- 2005 : Baltais zvērs de Jānis Vingris :
- 2006 : Ķīlnieks de Laila Pakalniņa :
- 2007 : Uguns de Laila Pakalniņa (court métrage) :